# Sylvain François Desbordes
Sylvain François Desbordes, né le 20 avril 1747 à Paris, mort le 11 août 1817 à Mézières (Ardennes), est un général français de la Révolution et de l’Empire.

## États de service
Il entre au service le 11 février 1773, comme ingénieur géographe militaire, et il est employé en cette qualité au ministère de la guerre. Il est admis à l’école d’artillerie de La Fère, pour suivre les instructions relatives au service de cette arme, et il passe le 20 mars 1777, avec le grade de sous-lieutenant dans la compagnie de canonniers-bombardiers de l’île du vent.
Il embarque avec l’escadre expéditionnaire commandée par les amiraux d'Estaing et de Grace, il fait les guerres de l’indépendance de l’Amérique de 1778 à 1794. Il se distingue en 1778 lors des combats livrés contre les Anglais à Sainte-Lucie et devant Grenade en 1779. Le 28 août 1779, il est nommé lieutenant en second, et il se fait remarquer de nouveau à Savannah en septembre octobre 1779, à la Nouvelle-Angleterre, et a la conquête de l’île Saint-Christophe en janvier 1782. Le 1er mai 1786, il est nommé lieutenant en premier dans le corps d’artillerie des colonies et le 20 février 1788 il reçoit une commission de capitaine.
Rentré en France fin 1788, il est affecté à Lorient, comme chargé du service de détail du parc d’artillerie, sous les ordres de l’amiral Thevenard. En 1791, il est affecté à la Martinique comme capitaine à l’arsenal de construction, et le 20 mars 1791, il est fait chevalier de Saint-Louis.
En janvier 1792, il est de retour en métropole et le 13 juillet 1792, il est nommé capitaine en second. Il fait les campagnes de 1792 et de 1793 sur les côtes de Brest, et il se trouve aux affaires de Vannes le 14 mars 1793, de Pontivy le 15 mars 1793, de Rochefort-en-Terre le 16 mars 1793, et de la Roche-Sauveur le 29 mars 1793. Il est nommé chef d’escadron le 1er juin 1793 au 8e régiment d’artillerie à pied, et il commande le deuxième arrondissement des côtes du Finistère sous les ordres du général Canclaux jusqu’au 13 pluviôse an II (1er février 1794). Il avait été nommé chef de brigade le 23 nivôse an II (12 janvier 1794).
Le 29 ventôse an IV (19 mars 1796), il devient chef d’état-major de l’artillerie de l’armée des côtes de l’Océan sous les ordres du général Marescot. Il participe aux campagnes de l’an V à l’an IX aux armées d’Angleterre et de l’Ouest. Il dirige les constructions à l’arsenal de Nantes de fructidor an VII (août 1799) à germinal an VIII (avril 1800). 
Le 30 germinal an X (20 avril 1802), il est appelé à la direction de l’artillerie de Mézières. Le 19 frimaire an XII (11 décembre 1803), il est fait chevalier de la Légion d’honneur, et officier du même ordre le 25 prairial suivant (14 juin 1804). Quoique titulaire de la direction de l’école de Mézières de 1802 à 1814, il est détaché pendant cet intervalle au camp d’Utrecht en l’an XI et en l’an XII, et il est employé en Italie pendant les campagnes de 1807 à 1809. 
Le 28 décembre 1814, il est admis à la retraite avec le grade de général de brigade.
Il meurt à Mézières le 11 août 1817.

## Sources
- A. Lievyns, Jean Maurice Verdot, Pierre Bégat, Fastes de la Légion-d'honneur, biographie de tous les décorés accompagnée de l'histoire législative et réglementaire de l'ordre, Bureau de l’administration, janvier 1844, 531 p. (lire en ligne), p. 115.
- « Cote LH/743/15 », base Léonore, ministère français de la Culture